# Aline Danioth
Aline Danioth, née le 12 mars 1998 à Andermatt, est une skieuse alpine suisse spécialisée dans les disciplines techniques.
Elle est championne du monde du Team Event 2019 et double championne du monde juniors du combiné.

## Biographie
Aline Danioth vient du canton d'Uri. Son père est responsable des pistes de ski et des services de sauvetages de la station ; sa mère était aussi skieuse. Elle a un frère.
Grand espoir du ski alpin suisse, elle brille lors des Jeux olympiques de la jeunesse d'hiver de 2016 à Lillehammer en y remportant quatre médailles, dont deux titres en slalom et combiné. Un mois plus tard, elle remporte le titre de championne du monde juniors du combiné à Sotchi.
En 2017-2018, elle remporte le classement du slalom de la Coupe d'Europe, grâce notamment à sa première victoire et ses premiers podiums dans cette catégorie.
Lors des Championnats du monde juniors de ski alpin 2018 à Davos, elle remporte la médaille d'or du combiné et celle du team-event.
Lors des championnats du monde 2019, elle remporte, avec Wendy Holdener, Andrea Ellenberger, Ramon Zenhäusern, Daniel Yule et Sandro Simonet le titre de champion du monde par équipe.
En janvier et octobre 2020, elle se déchire les ligaments croisés du genou droit. Elle reprend l'entraînement en février 2021.
En janvier 2022, elle remporte trois slaloms consécutifs en Coupe d'Europe, les deux premiers à Meiringen et le troisième à Zell am See. Ces victoires lui permettent d'être sélectionnée pour les Jeux olympiques d'hiver de Pékin,.
Le 26 mars 2022, elle devient vice-championne de Suisse de slalom, derrière Wendy Holdener et devant Michelle Gisin alors qu'elle n'était encore que 4ème après la première manche.

## Palmarès

### Jeux olympiques
| Édition / Épreuve | Slalom |
| ----------------- | ------ |
| JO 2022 Pékin     | 10e    |

### Championnats du monde
| Édition / Épreuve | Slalom | Par équipes |
| ----------------- | ------ | ----------- |
| Mondiaux 2019 Åre | 15e    | Or          |

### Coupe du monde
- Première course : 20 décembre 2015, géant de Courchevel, DNQ
- Premier top30 : 28 décembre 2017, slalom de Lienz, 19ème
- Premier top10 : 8 janvier 2019, slalom de Flachau, 10ème

- Meilleurs résultats :
  - en individuel : 7e place au slalom de Lienz, 29 décembre 2019
  - par équipe : victoire au Team Event de Soldeu, 15 mars 2019
- Meilleur classement général : 39ème en 2020
- Meilleur classement de slalom : 12ème en 2020

| Saison/Classement | Général | Général | Slalom | Slalom | Slalom géant | Slalom géant | Parallèle | Parallèle |
| Saison/Classement | Class.  | Points  | Class. | Points | Class.       | Points       | Class.    | Points    |
| ----------------- | ------- | ------- | ------ | ------ | ------------ | ------------ | --------- | --------- |
| 2017-2018         | 81e     | 45      | 35e    | 35     | 41e          | 10           | -         | -         |
| 2018-2019         | 55e     | 123     | 19e    | 123    | -            | -            | -         | -         |
| 2019-2020         | 39e     | 156     | 12e    | 114    | 47e          | 4            | 12e       | 38        |
| 2020-2021         | -       | -       | -      | -      | -            | -            | -         | -         |
| 2021-2022         | 96e     | 27      | 35e    | 27     | -            | -            | -         | -         |

### Coupe d'Europe
- Première course et premier top30 : 8 janvier 2015, slalom de Melchsee-Frutt, 23ème
- Premier top10 : 7 décembre 2015, géant de Trysil, 8ème
- Premier podium et première victoire : 16 décembre 2017, parallèle de Kronplatz
- Meilleur résultat : victoire (4 slaloms et 1 parallèle)
- 13 podiums, dont 5 victoires, 4 deuxièmes places et 4 troisièmes places
- Meilleur classement général : 2ème en 2022
- Meilleur classement en slalom : 1ère en 2018 et 2022

| Saison/Classement | Général | Général | Slalom | Slalom | Slalom géant | Slalom géant | Super G | Super G | Combiné | Combiné |
| Saison/Classement | Class.  | Points  | Class. | Points | Class.       | Points       | Class.  | Points  | Class.  | Points  |
| ----------------- | ------- | ------- | ------ | ------ | ------------ | ------------ | ------- | ------- | ------- | ------- |
| 2014-2015         | 112e    | 40      | 53e    | 40     | -            | -            | -       | -       | -       | -       |
| 2015-2016         | 21e     | 322     | 19e    | 143    | 14e          | 164          | -       | -       | 28e     | 15      |
| 2016-2017         | 130e    | 22      | 61e    | 15     | 64e          | 7            | -       | -       | -       | -       |
| 2017-2018         | 4e      | 765     | 1re    | 552    | 9e           | 205          | 55e     | 8       | -       | -       |
| 2018-2019         | 98e     | 60      | 63e    | 13     | 45e          | 47           | -       | -       | -       | -       |
| 2019-2020         | -       | -       | -      | -      | -            | -            | -       | -       | -       | -       |
| 2020-2021         | -       | -       | -      | -      | -            | -            | -       | -       | -       | -       |
| 2021-2022         | 2e      | 540     | 1re    | 540    | -            | -            | -       | -       | -       | -       |

### Championnats du monde junior
Aline Danioth a remporté une médaille d'or lors de ses participations aux championnats du monde junior entre 2015 et 2016. En 2015, âgée de 16 ans, pour ses premiers mondiaux juniors en Norvège, elle fait un top 10 dans l'épreuve de slalom. En 2016  à Sotchi, elle remporte la médaille d'or dans l'épreuve du combiné après avoir échoué au pied du podium en super G.
| Édition / Épreuve          | Descente | Super G | Slalom géant | Slalom | Combiné |
| -------------------------- | -------- | ------- | ------------ | ------ | ------- |
| Mondiaux 2015 Hafjell      | -        | -       | 20e          | 7e     | -       |
| Mondiaux 2016 Sotchi       | -        | 4e      | 4e           | 4e     | Or      |
| Mondiaux 2018 Davos        | -        | DNF1    | 4e           | Bronze | Or      |
| Mondiaux 2019 Val di Fassa | -        | -       | 23e          | Argent | -       |

### Championnats de Suisse
Le 21 mars 2016, elle remporte, à Haute-Nendaz, son premier titre de championne de Suisse élite en devançant, en slalom géant, Wendy Holdener et Vanessa Kasper. Elle est vice-championne de slalom en 2022, derrière Wendy Holdener et devant Michelle Gisin.
 Championne de géant 2016
 Vice-championne de slalom 2016
 Vice-championne de géant 2018
 Vice-championne de slalom 2022

### Jeux olympiques de la jeunesse d'hiver
Aline Danioth brille lors de sa participation aux Jeux olympiques de la jeunesse d'hiver de 2016 en remportant quatre médailles dont deux titres en slalom et combiné.
| Édition / Épreuve    | Super G | Slalom géant | Slalom | Combiné |
| -------------------- | ------- | ------------ | ------ | ------- |
| JOJ 2016 Lillehammer | Bronze  | Bronze       | Or     | Or      |

### Festival olympique de la jeunesse européenne
- Malbun 2015
  -  Médaille de bronze en slalom.